# 木和田安逵
木和田 安逵（きわだ やすき、生没年不詳）は、南北朝時代の人物。菅沼氏の祖と伝わるが、記録によっては駿河大森氏の祖とも伝わる。

## 生涯
土岐満貞の子として生まれる。兄には島田満名（島田氏の祖）がいる。母は不明。父の満貞は明徳2年/元中8年（1391年）の明徳の乱の際に「内野の合戦」において卑怯な行動をとったとして守護職を罷免されてしまい、以降尾張守護職は土岐氏の手から離れることになったという。その後の消息は不明であるが三河に逃れて、子孫は菅沼を名乗ったという。

## 系譜
- 父：土岐満貞
- 母：不明
- 兄：島田満名
- 妻：不明
  - 男子：菅沼定直